# Leptotrichum liliputanum
Leptotrichum liliputanum là một loài rêu trong họ Ditrichaceae. Loài này được Müll. Hal. mô tả khoa học đầu tiên năm 1898.